# Antonio Prete
Antonio Prete (Copertino, 1º dicembre 1939) è un francesista, critico letterario e poeta italiano.

## Biografia
Nato nel Salento, con cui mantiene un legame forte e dove ha vissuto fino al conseguimento della maturità classica, Antonio Prete si è poi laureato in Lettere all'Università Cattolica con una tesi sulla rivista “Lacerba", perfezionandosi in filologia italiana sotto la guida di Mario Apollonio.
Dopo alcuni anni di insegnamento liceale, prevalentemente a Milano (Liceo Parini ed altri licei), è passato all'Università degli Studi di Siena, dove ha insegnato come ordinario Letteratura comparata, coordinando poi per diversi anni il Dottorato di Comparatistica. È stato "visiting professor" nelle università di Paris III, Paris VIII, Montpellier, Canterbury, Salamanca, Brown University, Yale, École Normale di Lyon e altrove. Nel 2006 è stato ospite come professeur invité al Collège de France e nel 2012 all'Università di Harvard. Ha anche tenuto un corso presso la Scuola Galileiana di Padova e conferenze e seminari in diverse Università e istituzioni culturali. 
Ha collaborato a riviste letterarie e filosofiche quali "Per la critica", "aut aut", "Il piccolo Hans", "Poesia", "Il semplice", "l'immaginazione" (sulla quale tiene la rubrica Il divano) e, dal 1989, "Il gallo silvestre", semestrale che ha fondato (insieme con Attilio Lolini) e che si è occupato di temi relativi al linguaggio della poesia, ospitando molte traduzioni poetiche nella rubrica d’apertura Libro d’ore e poeti italiani nella rubrica La stanza del poeta. Collegati con la rivista, i volumi "Quaderni del gallo silvestre" per le edizioni Manni. Suoi saggi anche su riviste francesi come “Po&sie” e “Europe”. Suoi scritti – narrazioni, saggi, poesia – sono stati tradotti su riviste di altre lingue. 
Collabora con Radio3.
Come saggista, oltre agli scritti su Leopardi e Baudelaire, a partire dagli anni Novanta ha condotto un'esplorazione di alcuni sentimenti ricostruendo le forme della loro rappresentazione letteraria: Nostalgia, 1992 (una nuova edizione allargata nel 2018); Trattato della lontananza, 2008; Compassione, 2013 (intorno alla traduzione spagnola del Trattato della lontananza è nato il blog spagnolo Tratado de la lejania);  Il cielo nascosto. Grammatica dell’interiorità (2016); Carte d’amore (2022).
Nella narrazione privilegia il racconto breve, secondo linee di ricerca esistenziale e fantastica (L'imperfezione della luna, 2000; Trenta gradi all'ombra, 2004; L'ordine animale delle cose, 2008). Nei racconti frequenti i temi cosmologici e relativi alla natura e agli animali.
Nella poesia (Menhir, 2007; Se la pietra fiorisce, 2012; Tutto è sempre ora, 2019) è presente, secondo forme essenziali, una dimensione meditativa e interrogativa, oltre che un dialogo con poeti come Paul Celan e Edmond Jabès. Spesso il verso è in relazione con le modulazioni della prosa.
Tra i suoi campi di interesse, Giacomo Leopardi, Charles Baudelaire ed Edmond Jabès, sui quali viene considerato uno specialista, ma anche la rappresentazione delle passioni nel linguaggio poetico e nella narrazione, i problemi e le avventure della traduzione, soprattutto quella poetica, la tradizione simbolista francese e in generale la formazione e la natura del linguaggio poetico, la rappresentazione della natura e del "naturale" in letteratura, scrittori italiani (Dante, Petrarca e il petrarchismo, Boccaccio, Michelangelo poeta, Francesco De Sanctis, Benedetto Croce, Giovanni Pascoli, Tommaso Landolfi, Giorgio Caproni, Mario Luzi, Andrea Zanzotto) e francesi (Montaigne, Stéphane Mallarmé, Arthur Rimbaud, Paul Verlaine, Paul Valéry, Marcel Proust, André Gide, René Char, Pierre Jean Jouve, Maurice Blanchot, Yves Bonnefoy) e qualcuno di altre lingue (come Emily Dickinson, Rainer Maria Rilke, Paul Celan, Antonio Machado, Pablo Neruda, Rafael Alberti), alcuni testi dei quali ha tradotto in italiano. Una sua antologia di traduzioni poetiche è L’ospitalità della lingua (una prima edizione è del 1996, seconda edizione allargata nel 2014). La traduzione è un tema di frequenti indagini e di riflessioni : su questo il volume All’ombra dell’altra lingua. Per una poetica della traduzione (2011).
Suoi interventi si trovano anche su Zibaldoni e altre meraviglie, sito curato da Enrico De Vivo, e su altre riviste cartacee e on-line (in particolare su Doppiozero).
I suoi libri di critica più importanti, tradotti anche all'estero, sono quelli su Leopardi, a cominciare da Il pensiero poetante (all'edizione del 1980 sono seguite diverse edizioni), che analizza il laboratorio labirintico del poeta a partire dallo Zibaldone indagando in particolare sulla centralità del desiderio, sul rapporto tra filosofia e poesia, sulla critica della civiltà, e mostrando come il pensiero leopardiano sia animato nelle sue forme dall'esperienza poetica e questa esperienza abbia a sua volta un'energia fortemente conoscitiva. La ricerca prosegue con Finitudine e Infinito, dove il nesso poesia-pensiero in Leopardi è indagato attraverso figure come il mito, il rapporto finitudine e infinito, la natura, l’amore, il riso, la traduzione. Sono poi seguiti via via i saggi leopardiani raccolti nel libro Il deserto e il fiore (2004) e nel volume La poesia del vivente. Leopardi con noi (2019). Ha scritto anche saggi su Baudelaire, come L'albatros di Baudelaire e I fiori di Baudelaire. L'infinito nelle strade.
Un altro filone della sua ricerca è quello che parte da Prosodia della natura (1993) e mette in relazione l'ordine fisico delle cose e il linguaggio della poesia, attraverso alcune figure: luce, stelle, acqua, nuvole, fuoco, piante e animali. Queste figure sono il respiro del linguaggio poetico. A partire dal Cantico delle creature e attraverso la Commedia, il Canzoniere e le Rime del Tasso, ma soprattutto ancora Leopardi e Baudelaire, si mostra come la natura sia ormai diventata opaca e inconoscibile, tuttavia di lei è possibile sentire l'energia e il ritmo grazie ai poeti. In questo senso anche Il demone dell'analogia (1986) cerca quella pulsione nascosta tra nome e cosa, indagando sulla rappresentazione poetica, tra le "sue ferite e le sue ceneri, i suoi eccessi e la sua vanità", analizzata in alcuni classici (ancora Leopardi, Baudelaire, Valéry). La sezione Frammenti sull'arte poetica raccoglie riflessioni sugli elementi costitutivi del linguaggio poetico, aperte alla ricerca del "pensiero poetante", cuore della riflessione di Prete. Nel 2003 ha pubblicato la traduzione poetica dei Fiori del male di Baudelaire, alla cui esecuzione ha atteso per molti anni. Nel 2018 ha pubblicato un libro sulla sua terra d’origine: Torre saracena. Viaggio sentimentale nel Salento.
Tra le conversazioni a tutto campo relative al suo percorso di poeta e di critico, quella con Massimo Cappitti, Il respiro poetico del sapere (2019). 
Alcuni saggi di particolare rilievo. Trattato della lontananza (2008): attraverso la descrizione di figure come l’addio, l’orizzonte, il cielo, la partenza, l’esilio, l’amor de lonh, ecc., il saggio ripercorre le forme di un sapere letterario e figurativo che tiene aperto il tempo e lo spazio della lontananza, mentre la tecnica oggi dominante tende a portare il lontano nel qui e ora, nel consumo immediato e non fantastico dell’immagine (il grecotele, lontano, è il termine che va a comporre molti strumenti della tecnica contemporanea: televisione, telefono, ecc.).
Compassione. Storia di un sentimento (2013) ripercorre le figure con le quali la scrittura poetica e narrativa mette in scena “il tu colpito dal dolore”: dalla tragedia dei Greci alle grandi narrazioni ottocentesche, dai racconti e dai versi sulla spietatezza – morte della compassione – propria delle guerre alle figurazioni artistiche della Pietà, dalla rappresentazione del dolore animale alle figurazioni orientali della compassione, il libro mostra il prender forma di un pensiero della relazione con l’altro che passa attraverso la condizione dolorosa.
Il cielo nascosto. Grammatica dell’interiorità (2016). Il saggio segue lo svolgersi di alcune figure: il “conosci te stesso” della sapienza greca, osservato nel suo definirsi come senso del limite e della finitudine, il raccoglimento, come prende forma nella narrazione e nella poesia, la riflessione sull’amore come momento della conoscenza di sé, il rapporto tra le cosmografie celesti e quelle interiori, la “cura di sé”, intesa come ricerca di una terrena, temperata, felicità, il cammino e le sue raffigurazioni fisiche e ascetiche, il soliloquio, le rappresentazioni interiori del tempo altro e dell’altrove, l’autoritratto nella pittura, il teatro dell’io e alcune sue scene, come il Narciso, l’amor proprio e il prender campo del tu. Ogni capitolo termina con la voce di un possibile lessico dell’interiorità: attesa, silenzio, stupore ecc.
Carte d’amore (2022). Un saggio sulla rappresentazione dell’amore nella narrazione, nella poesia, nelle arti, che interroga nella prima parte figure come l’apparizione, il turbamento, la tenerezza, la confidenza, il segreto, la seduzione, la gelosia, l’agape: un lessico che ha al centro il desiderio, lo studio delle sue forme, del suo nesso con la mancanza. Una seconda parte è dedicata al paesaggio dell’amore, a figure come il giardino, il mare, la selva, la stanza, la strada. Un intermezzo tra le due parti del libro ripercorre il racconto del Simposio di Platone, rivisitato attraverso i suoi riflessi nelle interpretazioni di Marsilio Ficino e nelle dottrine d’amore successive. 
Nel 2010 l’Università degli studi di Lecce ha tenuto due giornate di studio dedicate ad Antonio Prete (atti raccolti nel volume Pensiero poetante e poetica della lontananza, a cura di Carlo Alberto Augieri). Una Bibliografia generale degli scritti di Antonio Prete (1963-2017) è nel volume Antonio Prete, scrittura delle passioni. Una conversazione, una bibliografia e due saggi inediti, a cura di Carlo Tirinanzi De Medici (2018).
Tra i premi letterari ricevuti: nel 1997 il Premio Marazza per la traduzione poetica, nel 2003 il Premio Vittorini, nel 2007 il Premio di poesia Metauro, nel 2013 il Premio leopardiano La Ginestra, nel 2017 il Premio Mondello nel 2018 il Premio Letterario Castelfiorentino e il Premio per la saggistica (Anghiari, Libera Università dell’autobiografia), nel 2020 il Premio di poesia Vittorio Bodini.

## Opere

### Saggi
- La distanza da Croce, CELUC, Milano 1970
- Il realismo di De Sanctis, Cappelli, Bologna 1970
- Critica e autocritica, CELUC, Milano 1971
- Nichilismo e imperialismo. L’avanguardia letteraria in Italia (1903-1914), Bertani,  Verona 1978 (con Piero Pieri, Paolo Pullega, Gianni Scalia).
- Il pensiero poetante, Feltrinelli Milano 1980 e successive edizioni (in Universale economica Feltrinelli nel 2006).
- Il demone dell’analogia. Da Leopardi a Valéry: studi di poetica, Feltrinelli,  Milano 1986
- Nostalgia. Storia di un sentimento, Raffaello Cortina, Milano 1992  (nuova ed. 2004, nuova edizione allargata 2018).
- Prosodia della natura. Frammenti di una fisica poetica, Feltrinelli, Milano 1993
- L’Albatros di Baudelaire. Lezione di poesia, Pratiche, Parma 1994
- Finitudine e infinito. Su Leopardi, Feltrinelli, Milano 1998
- Dialogo su Leopardi. Natura, poesia, filosofia (con Salvatore Natoli), Bruno Mondadori, Milano 1998
- Giacomo Leopardi: il fiorire e il nulla, EnnErre - Le nostre ragioni,  Tipografia Cazzaniga, Milano s.d. [1999]
- Sottovento. Critica e scrittura, Manni, Lecce 2001
- Il deserto e il fiore. Leggendo Leopardi, Donzelli, Roma 2004
- Della poesia per frammenti: prose scelte, con un saggio di Pascal Gabellone,  Anterem, Padova 2006
- I fiori di Baudelaire. L’infinito nelle strade, Donzelli, Roma 2007
- Trattato della lontananza, Bollati Boringhieri, Torino 2008
- La lettera, il cielo: fisica e poetica del libro, Milella, Lecce 2010 [testo della lectio magistralis tenuta nel Castello di Copertino il 29 ottobre 2010]
- All’ombra dell’altra lingua. Per una poetica della traduzione, Bollati Boringhieri,  Torino 2011
- Compassione. Storia di un sentimento, Bollati Boringhieri, Torino 2013
- Meditazioni sul poetico, Moretti e Vitali, Bergamo 2013
- Il cielo nascosto. Grammatica dell’interiorità, Bollati Boringhieri, Torino 2016
- Leopardi. O pensamento em poesia, trad. portoghese di Adriana A. da Silveira Andrade e Andréia Guerini, Rafael Copetti, Saõ Paolo 2016
- La poesia del vivente. Con Leopardi, Bollati Boringhieri, Torino 2019
- lI pensiero poetante, Mimesis, Milano 2021
- Carte d’amore, Bollati Boringhieri, Torino 2022
- Del silenzio, Mimesis, Milano 2022

### Poesia, prosa, narrazione
- Chirografie. Variazioni per Mallarmé, Edizioni di Barbablù, Siena 1984 [nuova edizione Degli Alami, Lecce 2010; con uno scritto inedito
- Linea vitæ. Per la riedizione di Chirografie]
- Le saracinesche di Harlem, Edizioni L’Obliquo, Brescia 1989 (con un’incisione di Mauro Staccioli)
- L’imperfezione della luna, Feltrinelli, Milano 2000
- Sur le rythme, (con acquerelli di Leonardo Rosa), coll. «à la main»,  L’attentive, s.l. 2001
- Per transiti di venti e d’ombre. Oratorio per una litofonia, con disegni di Jean-Paul Philippe e testo in versione francese di Bernard Noël,  Elle-Emme, Pieve a Nievole 2004
- Trenta gradi all’ombra, Nottetempo, Roma 2004
- Un anno a Soyumba, Manni, San Cesario di Lecce 2008
- L’ordine animale delle cose, Nottetempo, Roma 2008
- Menhir, Donzelli, Roma 2007
- Materia d’ombra (con una litografia di Giorgio Matteini)   Associazione Culturale La Luna, Casette d’Ete di sant’Elpidio a Mare 2010
- Se la pietra fiorisce, Donzelli, Roma 2012
- Quaderno delle stagioni, Pazzini editore, Villa Verucchio 2018
- Torre saracena. Viaggio sentimentale nel Salento, Manni, San Cesario di Lecce, 2018
- Tutto è sempre ora, Einaudi, Torino 2019
- Convito delle stagioni, Einaudi, Torino 2024

### Traduzioni e cure
- Charles Baudelaire, Su Wagner, Feltrinelli, Milano 1983, con un saggio [nuova edizione SE, Milano 2004]
- Edmond Jabès, Il libro della sovversione non sospetta, Feltrinelli, Milano 1984 (nuova edizione SE, Milano 2005, con un saggio finale)
- Edmond Jabès, Canzoni per il pasto dell’orco (con Attilio Lolini), collana Chirografie, edizioni di Barbablù, Siena 1985 (nuova edizione nella collana “Quaderni del gallo silvestre”, Manni, 2004)
- Edmond Jabés, Il libro del dialogo, Pironti, Napoli 1987 (nuova edizione con saggio, Manni, San Cesario di Lecce 2016)
- André Gide, Il trattato di Narciso. Il tentativo amoroso. El Hadj, traduzione e saggio, Marietti, Genova 1989
- Edmond Jabès, Il libro dell’ospitalità, Raffaello Cortina, Milano 1991  [nuova ed. , con un saggio finale, 2017]
- L’ospitalità della lingua. Baudelaire e altri poeti, Manni, Lecce 1996  (nuova edizione allargata L’ospitalità della lingua. Baudelaire, Rimbaud, Mallarmé, Valéry, Rilke, Celan, Machado, Bonnefoy e altri,  2014)
- Charles Baudelaire, I fiori del male, traduzione e cura, Feltrinelli, Milano 2003 (e successive edizioni)

### Cure editoriali, libri d’arte
- Dante Alighieri, La Divina Commedia. Purgatorio, a cura di Antonio Prete e Rosa Ottaviano, Fabbri Editore, Milano 1968 [poi I libri di Gulliver, Bologna 1985]
- La critica e Pascoli, a cura di Antonio Prete, Cappelli, Bologna 1975
- Giacomo Leopardi, Operette morali, a cura di Antonio Prete, Feltrinelli,  Milano 1976 [con nuova introduzione nell’edizione del 1989]
- Giacomo Leopardi, Pensieri. Introduzione e cura di Antonio Prete,  Feltrinelli, Milano 1994
- Antonio Prete, Bernard Noël, Carlo Pasi, Tre sguardi su un’opera di Jean-Paul Philippe, Raymond Vervinckt, Liége 1996 (ed. fr. Trois regards sur une oeuvre de Jean-Paul Philippe, Le Daily-Bul, Raymond Vervinckt 1998)
- E. A. Poe, Abitazioni immaginarie nella traduzione di Charles Baudelaire  (con versioni italiane di Giorgio Manganelli, Ludovica Koch,  Elisabetta Mazzarotto) a cura di Antonio Prete, Einaudi, Torino 1997
- Stare tra le lingue: migrazioni poesia traduzione, a cura di Antonio Prete, Stefano Dal Bianco, Roberto Francavilla, Manni, Lecce 2003
- Palude, azzurro. Sumpf, Blau. Per Helmut Dirnaichner, Leucasia, Presicce 2003
- Sulle operette morali. Sette studi, a cura di Antonio Prete, Manni, San Cesario di Lecce 2008
- Jean-Paul Philippe, Antonio Prete, Bernard Noël, Archeologie interiori.  Catalogo della mostra di Santa Maria della Scala (Siena), Fonds Mercator, Bruxelles 2008 [ed. in lingua francese, ibidem]
- Migrazione e scrittura, a cura di Laura Barile, Donata Feroldi e Antonio Prete, Edizioni dell’Università di Siena, Siena 2009
- Giacomo Leopardi, Il gallo silvestre e altri animali, a cura di Antonio Prete e Alessandra Aloisi, Manni, San Cesario di Lecce 2010
- Giacomo e Paolina Leopardi, Il mondo non è bello se non veduto da lontano. Lettere 1813-1835, a cura di Antonio Prete e Laura Barile, Nottetempo, Roma 2014

### Interviste (selezione)
- Dopo la lezione. Conversazione con Luciana Saetti, in Antonio Prete, L’albatros di Baudelaire, Pratiche, Parma 1994, pp. 95–108
- Le radici della scrittura, a cura di Giuseppe Rizzo, in Poetica del vivente. Per Antonio Prete, Argo, Lecce 2002
- Intervista ad Antonio Prete: letteratura e comprensione ermeneutica, di Carlo Alberto Augieri, “Ermeneutica lettereraria”, II, 2006, pp. 155–166
- Conversazione con Antonio Prete, a cura di Carlo Tirinanzi De Medici, in Antonio Prete, scrittura delle passioni, Artemide, Roma 2018, pp. 25–60
- Il respire poetico del vivente, a cura di Massimo Cappitti, “L’ospite ingrato”, ottobre 2018

### Selezione di scritti su riviste e in volumi collettanei
- Croce e i fiorentini, in "Aevum", XXXVII, 1-2, Vita e pensiero, Milano 1963, pp. 104–115;
- Ritmo esterno e tempi spirituali nella cornice del Decameron, in "Aevum", XXXVIII, 1-2, Vita e pensiero, Milano 1964, pp. 33–61;
- Critica del racconto e critica del film, «Ikon» 81, 1972;
- Salon Baudelaire, «Per la critica» 1 (gennaio-marzo), 1973;
- Il libro e il Mercato. Dialogo tra don Chisciotte e il suo autore, «Per la critica» 2 (aprile-giugno), 1973;
- Baudelaire critico: la dialettica, parzialità-apertura, «Degrés» 2, 1973;
- Leopardi e il sapere della morte, «Per la critica» 3 (ottobre-dicembre), 1973;
- Testuale in tredici punti, 5, gennaio-marzo 1975;
- Il corpo tatuato, «Il piccolo Hans» 10, aprile-giugno 1976;
- Teoria della letteratura, in Enciclopedia Feltrinelli-Fischer, a cura di Gabriele Scaramuzza, Feltrinelli, Milano, 1976;
- Pasolini, 1968, in Pasolini: seminaire, dirigé par Maria Antonietta Macciocchi, Paris: Grasset 1980;
- Eros e poiesis, «Il piccolo Hans» 25, aprile-giugno 1980;
- Mnemosyne, «Il piccolo Hans» 26 luglio-settembre 1980;
- Interrogare i poeti, «In forma di parole» 1, 1980;
- R/B (su Roland Barthes), «Alfabeta» 9, gennaio 1980;
- La restaurazione dell'occhio, in Il neorealismo cinematografico italiano, a cura di Lino Micciché, Marsilio, Venezia 1975, pp. 163–74;
- La biblioteca fantastica delle Operette morali, in "Il piccolo Hans", n. 29, gennaio/marzo 1981, pp. 71–108;
- Un'allegoria d'autunno. Baudelaire eBenjamin, in "aut aut", n. 189-190, maggio-agosto 1982, pp. 185–202;
- Sulla poesia di Michelangelo, «Il Piccolo Hans» 36 (inverno) 1982;
- Pasolini: cinéma et écriture, «Revue d’esthétique» 3, 1982;
- Nomi di paese: Proust, in "aut aut", n. 193-194, gennaio-aprile 1983;
- Benjamin e la lingua della poesia, in Walter Benjamin. Tempo storia linguaggio, Lucio Belloi e Lorenzina Lotti, a cura Editori Riuniti, Roma 1983, pp. 97–110;
- John Keats, Lettere sulla poesia, a cura di Nadia Fusini, Feltrinelli, Milano 1984 (nota finale);
- Del confine e delle sue trasparenze. Margini per Blanchot, Jabès e Char, «aut- aut» 211-212 , gennaio-aprile 1986, pp. 13–27;
- Leopardi e il mito, «aut-aut» 243-244, maggio-agosto 1991, pp. 89–97;
- La passione d'amore e la scrittura romantica in Silvia Vegetti Finzi (a cura di), Storia delle passioni, Laterza, Bari 1995, pp. 181–211;
- Simbolo, analogia, apparenza, «L’immagine riflessa» vol. IV, 1995, pp. 127–137;
- Charles-Augustin Sainte-Beuve, Ritratto di Leopardi,a cura di Carlo Carlino, Donzelli, Roma 1996 (introduzione);
- Margini per Zanzotto, «Nuova corrente» 125, 2000, pp. 33–41;
- Sette variazioni sulla Nostalgia, «Psiche» 2, 2000;
- Sul fiore, o sulla nascita del verso, «Il gallo silvestre», 13, 2000 ;
- Introduzione a Mappe della letteratura europea e mediterranea, a cura di Gian Mario Anselmi, Bruno Mondadori, Milano 1999, 2000, 2001 (introduzione a ognuno dei tre volumi);
- On Seeing: Light in Leopardi and Baudelaire, «Semiotica» 136, 2001,  pp. 335–343;
- La poesia tra la lingua della madre e l’altra lingua, «Il gallo silvestre» 14, 2001;
- La poesia: pensare contro l’oblio, in Edmond Jabès, Poesie per i giorni di pioggia e di sole e altri scritti, a cura di Chiara Agostini, Manni, Lecce 2002;
- Tremanti confini, in Ginevra Bompiani, Metamorfosi, Anterem, Verona 2005;
- Un linguaggio dell'anima. Atti della giornata di studio su Tommaso Landolfi a Siena, il 3 novembre 2004, Manni, Lecce, 2006 (a cura di, con Idolina Landolfi);
- Bonnefoy: la poesia e il pensiero dell’immagine, in Yves Bonnefoy, Poesia e università, Manni, Lecce, 2006;
- Prefazione a Federica Frediani, Uscire: la scrittura di viaggio al femminile, Diabasis, Reggio Emilia 2007;
- Per Pascal Gabellone: in dialogo, in Pascal Gabellone, Per apparizioni, Manni, Lecce, 2007;
- Povertà della parola. Intorno a Saba, in Myriam Carminati (éd.), Umberto Saba. Au carrefour des mondes – All’incrocio dei mondi  (Colloque de Montpellier, Université Paul Valéry 15-17 novembre 2007), Dobu Ferlag, Hamburg, 2008, pp. 169–172;
- Cosmografie landolfiane, «Chroniques italiennes» 81-82, 2008, pp. 111–118;
- Über den Schatten, «Akzente» 2 (April), 2008, pp. 162–174 [traduzione di Barbara Kleiner];
- Bonnefoy, ou la pensée de l’image, in «Cahiers de L’Herne» 93, 2010  (avril), pp. 173–175 [numero monografico curato da Odile Bombarde e Jean-Pierre Avice intitolato Cahier Bonnefoy];
- En compagnie de Baudelaire: traduction, dialogue, imitation, «Cahiers d’études romanes» 24, 2011, pp. 17–43;
- Di qua dal rumore del mondo, premessa a Leonardo Bonetti, A libro chiuso (con opere di Ettore Frani),Sigismundus, Ascoli Piceno 2012 (nota);
- Poesia d’amore e cosmologia, in “aut aut”, 353, 2012;
- Forme dell’accadere, forme del dire, in Il letterato e lo storico. La letteratura creativa come storia, a cura di Paolo Favilli, Franco Angeli, Milano, 2013, pp. 15–17;
- L’hospitalité, carrefour des chemins, in Edmond Jabès: l’exil en partage. Actes de la journée d’études tenue à la BNF le 11 mai 2012,  sous la direction de Aurèle Crasson, Hermann, Paris (traduzione di Pascale Delteil);
- Il Dante di De Sanctis: figure e forme di una drammaturgia poetica, in "Idee su Dante. Esperimenti danteschi 2012", a cura di Carlo Carù, Firenze, Società Editrice Fiorentina, 2013;
- Lo scacco e la speranza. Intorno alla passione critica di Fachinelli, in "L'attualità inattuale di Elvio Fachinelli", a cura di L. Melandri, IPOC, 2014;
- Luzi e il respiro del visibile, in Mario Luzi. Un viaggio terrestre e celeste. Con un’appendice di scritti dispersi, a cura di Paola Baioni e Davide Savio, Edizioni di Storia e Letteratura, Roma, 2014, pp. 21–26;
- Preludio, in G. Leopardi, Zibaldone di pensieri, nuova edizione tematica condotta sugli Indici leopardiani, a cura di F. Cacciapuoti, Donzelli, Roma, 2014, pp. VII-XVI;
- Introduzione a Sebastiano Timpanaro, Osservazioni sul pensiero di Leopardi, Chieti, Solfanelli, 2015;
- Paesaggio, in La Letteratura europea, a cura di Piero Boitani e Massimo Fusillo, UTET, Torino 2015;
- Su poesia e fotografia, o la custodia della presenza, in Yves Bonnefoy, Poesia e fotografia (introduzione), O barra O edizioni, Milano 2015;
- Entre les langues, Leopardi, “Po&sie”, traduit par Martin Rueff, 2018;
- Dare forma alla vita. Ritornando a De Sanctis, “Estetica. Studi e ricerche”, 1, 2018;
- Postfazione a Leonardo Bonetti, L'isola che non c'era, Il ramo e la foglia Edizioni, Roma 2021.